# Bibliotheca Windhagiana

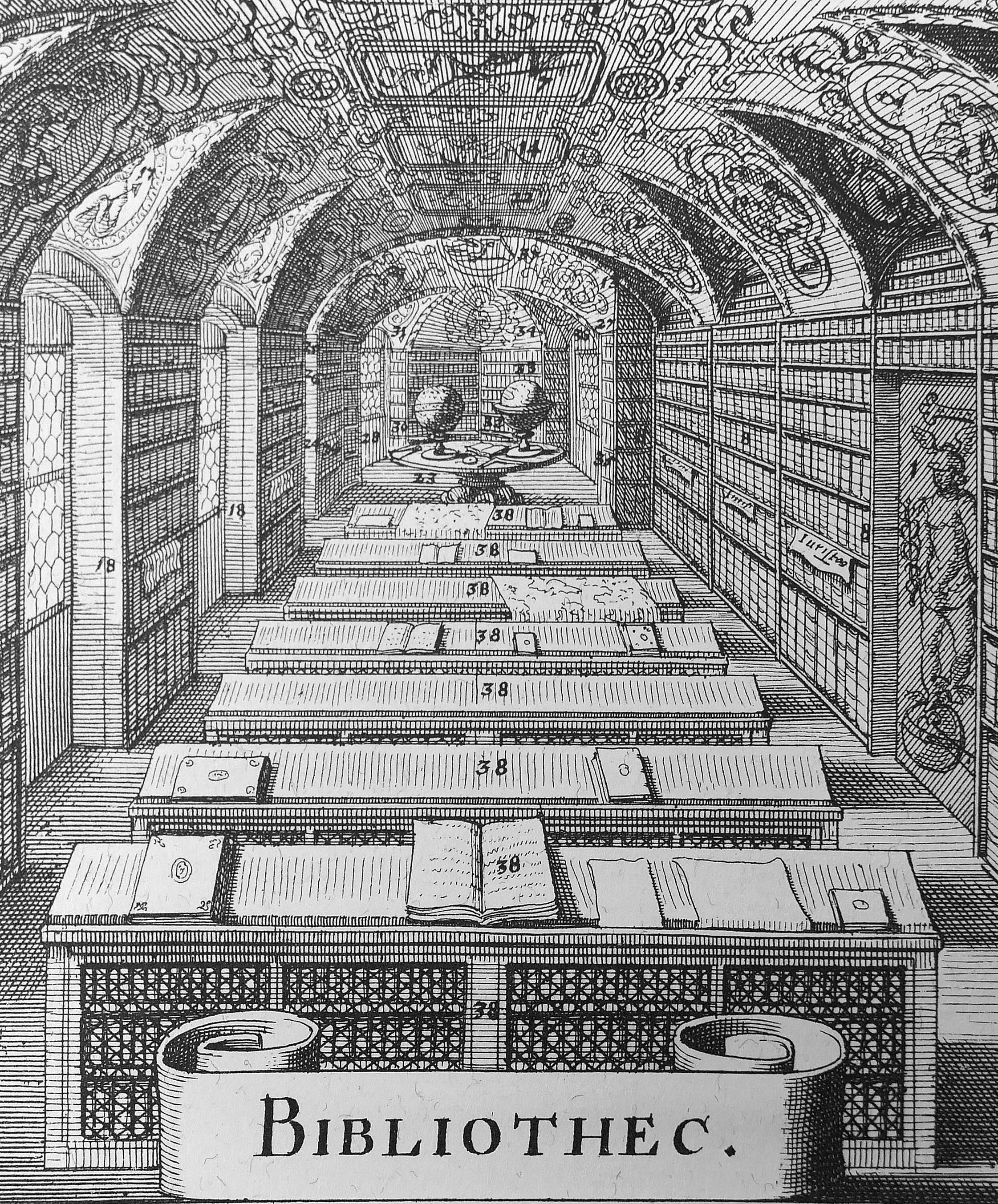
Bibliotheca Windhagiana. Abgebildet in der Topografia Windhagiana

Die Bibliotheca Windhagiana ist eine reichhaltige Büchersammlung mit rund 20.000 Büchern, die Joachim Enzmilner, Graf von Windhaag, in dem von ihm errichteten Schloss Windhaag zwischen 1656 und 1670 zusammentrug.
Nach dem Tod Enzmilners wurde die Bibliothek auf Grund testamentarischer Verfügung zunächst als öffentliche Bibliothek im Dominikanerkloster in Wien aufgestellt, auf 30.000 Bücher ausgebaut und später der Universitätsbibliothek der Universität Wien zugeordnet.

## Herkunft der Bücher
Einen Teil der Bücher hatte Joachim Enzmilner von seinem Vater geerbt. Er baute die Büchersammlung durch den Erwerb der Bibliotheken mehrerer adeliger und sonstiger Personen (unter anderem Helmhart Jörger von Schloss Steyregg) sowie durch den Kauf bei Buchhändlern aus.
Mit der Ordnung der Buchbestände war der Dominikanerpater Hyazinth Marianus (Fidler), der auch die Topographia Windhagiana textierte, jahrelang beschäftigt.

## Bibliothek im ehemaligen Schloss Windhaag
Die Bibliothek umfasste bereits 1656 rund 16.000 Bücher, war somit damals die größte Bibliothek im Land ob der Enns und beanspruchte drei große, durchaus gewölbte Säle, die zu beiden Seiten mit großen Fenstern versehen waren. Die Deckengewölbe waren mit Stuckaturarbeiten und passenden Gemälden geziert.
Das Portal zur Bibliothek war mit einer eisernen Tür verschlossen, die das Gemälde des Gottes Merkur zeigt. Zu beiden Seiten der Tür standen Statuen, die Theologie und Jurisprudenz darstellten, weiter seitwärts saßen Hippokrates (als Vertreter der Medizin) und Aristoteles (als Vertreter der Philosophie). Auf dem Gesimse befanden sich rechts und links vom Windhagerischen Wappen Darstellungen der Mathematik und Ethik.
Die Bücher waren thematisch gegliedert in drei Sälen untergebracht:
- Die Bibliotheca antiqua enthielt nur Bücher aus der frühesten Zeit (Inkunabeln) bis zum Jahr 1550 und war 22 Meter lang, 6 Meter breit und 4 Meter hoch. Sie war gegliedert in zehn Abteilungen mit theologischen, juristischen, medizinischen, historischen, mathematischen, philosophischen, ethischen, rhetorischen, poetischen und sprachwissenschaftlichen Büchern. Die einzelnen Abteilungen waren mit zu den jeweiligen Themen passenden Darstellungen antiker Götter und Personen geschmückt. Zwischen den Bücherregalen, in den Gängen, standen acht gleichartige Pulte. Sie waren mit Büchern gefüllt, wobei die ersten drei Pulte versperrt waren und verbotene Bücher mit „sonderbaren geistlichen Privilegio“ enthielten.

- Die Bibliotheca nova umfasste Bücher aus den Jahren von 1550 bis 1650 und war 24 Meter lang, 6 Meter breit und 4 Meter hoch. Sie war ebenfalls in zehn Abteilungen gegliedert und mit passenden Darstellungen verziert.

- Die Bibliotheca moderna war Aufbewahrungsort für Bücher, die seit 1650 erschienen waren. Sie war 16 Meter lang, 6 Meter breit und 4 Meter hoch.

An den modernen Bibliothekssaal schloss sich die zwölf Meter lange Kunstkammer an, in deren Mitte der große Münzenkasten mit 600 Schubfächern und 19.574 Münzen stand. In der Kunstkammer befand sich unter anderem der Elefantenstuhl, der aus den Knochen des Elefanten Soliman gefertigt worden war.

## Stiftung der Bibliothek
Auf Grund der testamentarischen Verfügung Joachim Enzmüllers wurde die Bibliothek nach seinem Tod 1678 nach Wien gebracht und in einem dem Stadttor zugelegenen Teil des Dominikanerkonvents unter dem Namen Bibliotheca Windhagiana aufgestellt und der Öffentlichkeit zugänglich gemacht. Ein gedruckter Katalog mit dem Titel Bibliotheca Windhagiana erschien in Wien 1733. Nachdem 1764 noch weitere 6.000 Bücher der aufgehobenen Landschaftsakademie hinzugekommen waren, bestand die Bibliothek schließlich aus rund 30.000 Büchern. Die Bibliothek hatte für Wien eine große Bedeutung, da die alte Universitätsbibliothek und die Stadtbibliothek verwahrlost waren und die kaiserliche Bibliothek nicht jedem Studenten zugänglich war. Die Bibliotheca Windhagiana wird daher in zeitgenössischen Berichten meistens als eine der wichtigsten und größten Bibliotheken Wiens unmittelbar hinter der Hofbibliothek genannt.
Kaiser Joseph II. verfügte 1786 die Übernahme der Bibliothek in die Universitätsbibliothek der Universität Wien.

## Bedeutende Bücher

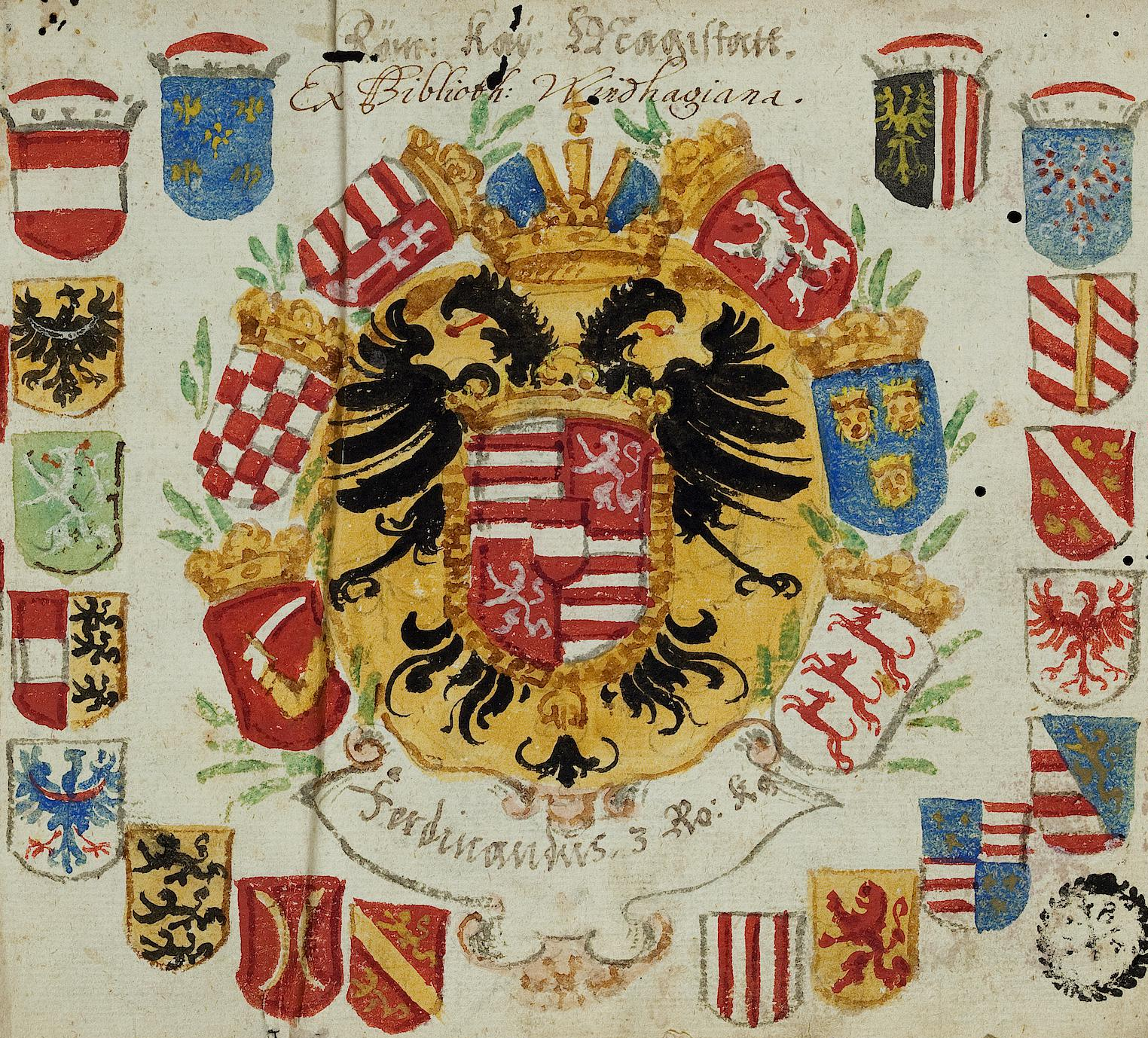
Koloriertes Wappenbuch

In der Bibliotheca Windhagiana befanden sich unter anderem die folgenden bedeutsamen Werke:
- Valentin Preuenhueber: Annales Styrenses. Gedruckt erst später in Nürnberg (1740).
- Joachim von Windhag (Bearb.): Koloriertes Wappenbuch. 4 Bände, um 1650 (uni-tuebingen.de):

1. Band: Wappen der Kaiser und Könige der Welt; Kurfürsten, Fürsten, Herzöge und Grafen; Freiherren und Herren; Österreichischer Adel.
2. Band: Die Stände des Heiligen Römischen Reiches zur Zeit seines Übergangs auf die Deutschen: Kurfürsten, Herzöge, Fürsten, Grafen, Herren, Ritterschaft und Reichsstädte sowie österreichische Adlige.
3. Band: Wappen afrikanischer, asiatischer und amerikanischer Könige; Wappen deutscher, französischer, spanischer und anderer Herzöge, Grafen, Freiherren, Ritter und adliger Familien sowie österreichischer Adliger.
4. Band: Wappen der Erzpatriarche, Kardinäle, Erzbischöfe, Bischöfe, Fürstäbte, Äbte, Pröpste, Orden, Kreuzritter, Äbtissinnen und Frauenklöster in Europa.